# Гончаренко, Иван Иванович (Герой Украины)
Иван Иванович Гончаренко (укр. Іван Іванович Гончаренко, позывной — Фин; 23 января 1992, Александрия — 6 февраля 2024, Белогоровка) — украинский военнослужащий, капитан, участник российско-украинской войны. Герой Украины (2024, посмертно).

## Биография
Родился в городе Александрия Кировоградской области. В 2020 году окончил Одесскую военную академию по специальности «военное управление подразделениями десантно-штурмовых войск» и получил звание лейтенанта. Служил по контракту с 2015 года, участвовал в АТО.
С начала полномасштабного вторжения России в Украину в 2022 году находился на передовой. Принимал активное участие в обороне населённых пунктов Луганской и Донецкой областей, включая Счастье, Геёвку, Рубежное, Кременную, Северодонецк, Белогоровку, Богородичное, Долину и Святогорск.
Несмотря на два ранения, отказывался от эвакуации и продолжал выполнять боевые задачи вместе со своим подразделением. Погиб 6 февраля 2024 года в результате миномётного обстрела в районе Белогоровки Луганской области. Похоронен 13 февраля 2024 года в городе Кропивницкий.

## Награды
- Звание «Герой Украины» с удостоением ордена «Золотая Звезда» (28 июня 2024, посмертно) — за личное мужество и героизм, проявленные в защите государственного суверенитета и территориальной целостности Украины, верность военной присяге[1].
- Орден «За мужество» III степени (2022) — за личное мужество и самоотверженные действия, проявленные в защите государственного суверенитета и территориальной целостности Украины, верность военной присяге.